# 사세보 진수부

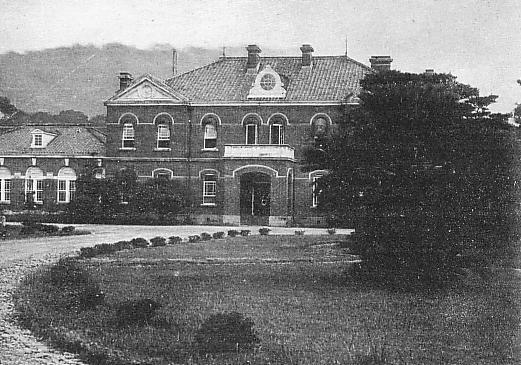
사세보 진수부

사세보 진수부(일본어: 佐世保鎮守府)는 나가사키현 사세보시에 있었던 일본 해군의 진수부로 통칭 ‘사진’(佐鎮)이라고 부른다.

## 개요
규슈를 비롯한 서일본 지역 일대의 방위와 조선, 중국 등 동아시아 진출의 근거지로 큐슈의 서쪽에 해군 군항을 두게되었다. 원래는 나가사키가 거론되었지만, 민간인들의 상항을 방해한다는 맹렬한 반대에 부딪혔고, 토지 매수 비용의 문제로 포기를 하게 되었다. 니시마쓰우라군 이마리, 기타마쓰우라군 히라도의 에쿠부로만 히가시소노기군 사세보 마을이 후보지로 꼽혔다. 해군부에서 검토 끝에 천연의 양항이며, 한촌이어서 토지도 싸게 매입할 수 있는 사세보 마을에 군항을 열기로 결정했다. 이곳에 진수부를 열기로 결정하고 1889년 7월 1일 정식으로 사세보 진수부가 개청했다. 초대 진수부 사령 장관은 아카마쓰 노리요시 해군 중장이다.

## 연보
- 1883년 8월 - 군함 ‘제2 테이보’(도고 헤이하치로 함장)가 오무라 만 측량을 위해 사세보 포구에 배를 끌고 왔다. 책임자는 키모츠키 카네유키 해군 중령.
- 1886년 4월 21일 - 진수부 관제가 제정되어 사세보에 ‘제3해군구 진수부’를 두기로 결정한다.
- 1887년 9월 - 진수부 관제를 개정하여 명칭을 ‘사세보 진수부’로 개명
- 1889년 7월 1일 - 진수부 개청.
- 1890년 4월 26일 - 메이지 천황 참석하여 개청 행사를 진행.
- 1898년 1월 20일 - 규슈 철도(현 JR 규슈)가 사세보역까지 개업.
- 1902년 4월 1일 - 사세보 시제 시행.
- 1903년 11월 - 사세보 해군 공창을 설치 (현재 사세보 중공업의 원류).
- 1905년 9월 11일 - 사세보 항에서 연합 함대 기함 미카사가 폭발하여 침몰한다. 훗날 인양하여 수리.
- 1911년 1월 6일 - 사세보 해군 공제 조합 병원이 개원. 현 사세보 공제병원.
- 1920년 12월 1일 -사키헨 연안 매립 사세보 해군 항공대가 개설
- 1922년 11월 - 하리오 송신소가 완성 12월부터 공용 개시.
- 1924년 3월 19일 -아이우라의 다카시마 앞바다에서 훈련 중인 제43호 잠수함이 경순양함 다츠타와 충돌 침몰 승무원 45명 전원 순직.
- 1934년 3월 12일 - 오다테 섬 앞바다에서 훈련 중인 어뢰정 치도리가 조난 전복 72명 순직· 28명 실종 13명 생환(치도리 사건).
- 1941년 10월 1일 - 지반 침하로 히루에서 개업을 포기하고 제21공창이 오무라에서 조업 개시 (터는 시라다케 공단에서 전용).
- 1945년 6월 28일 - 사세보 공습으로 진수부 청사 등 소실.
- 1945년 11월 30일 - 진수부 폐지.

## 같이 보기
- 사세보 기지
- 사세보 항
- 요코스카 진수부
- 구레 진수부
- 마이즈루 진수부